# Sherlock Holmes: The Devil's Daughter
Sherlock Holmes: The Devil's Daughter è un'avventura grafica sviluppata da Frogwares, l'ottavo titolo di una serie di videogiochi dedicati al celebre detective Sherlock Holmes creato da Arthur Conan Doyle. La sua uscita è avvenuta il 10 giugno 2016.

## Modalità di gioco
Così come il precedente capitolo Sherlock Holmes: Crimes & Punishments, il gioco è strutturato in diverse storie non legate tra loro, ma con una trama di fondo che sviluppa pian piano fino ad essere la protagonista dell'ultimo capitolo. Molto più che nei titoli precedenti, il gameplay è fortemente improntato anche sul lato dell'azione.

## Trama
A seguito degli eventi accaduti in Il Testamento di Sherlock Holmes, viene qui esplorato il rapporto tra il detective e la sua figlia adottiva Katelyn (figlia del suo arcinemico deceduto James Moriarty), tornata a far visita al padre a seguito di un periodo di congedo temporaneo dal collegio. Nel mentre una nuova vicina prende possesso dell'appartamento vicino al numero 221 di Baker Street (come accennato nel finale di Sherlock Holmes: Crimes & Punishments), una giovane donna afroamericana di nome Alice De' Bouvier. Tutta la storia si articola nella risoluzione di 5 casi e sulle indagini relative all'identità di Alice.

### Confessione di una preda (Pray Tell)
La nuova vicina di Sherlock Holmes e del Dr Watson conduce nell'appartamento del detective un bambino di 8 anni, Tom Hurst, agitato per la scomparsa di suo padre, di cui non ha più notizie da tre settimane. Oltre a ciò sua figlia Kate fa ritorno a Baker Street per trascorrere un po' di tempo con il padre. 
Le indagini conducono Sherlock sulla pista di Lord Edward Marsh, un aristocratico filantropo istitutore di un "Programma di Educazione Speciale" per i poveri di Londra, ammalato di tubercolosi. 

### Uno studio in verde (A Study in Green)
Sherlock partecipa a una finale di bocce su prato, organizzata dall'Istituto Archeologico di Londra, riuscendo a vincere il primo posto. L'indomani si scopre che è avvenuto un omicidio, poiché uno dei membri dell'istituto, Zacharias Greystoke, viene trovato morto trafitto da una lancia, e un membro di spicco del club sostiene sia stata la statua di un antico re Maya Quiché, Tecún Umán. Il detective dovrà dunque investigare su una spedizione archeologica in Guatemala di alcuni anni prima e un'antica e leggendaria maledizione. 

### Infamia (Infamy)
Un attore teatrale americano, Orson Wilde, viene a trascorrere un breve soggiorno a casa di Sherlock Holmes per studiarlo al fine di interpretarlo per una prossima recita. In un breve intermezzo Sherlock risolve il caso di una giovane cliente, miss Mary Sutherland, la quale è alla ricerca del suo fidanzato scomparso, Hosmer Angel. 
Quella notte, una bomba a orologeria viene scagliata attraverso una finestra dell'appartamento di Baker Street. Questo porta Holmes a investigare sull'autore dell'attentato, nonostante i maldestri tentativi di Wilde di aiutare l'investigatore nelle indagini.

### Reazione a catena (Chain Reaction)
Durante uno spostamento in carrozza, Sherlock Holmes e il Dr Watson assistono a un enorme incidente stradale in cui alcune persone perdono la vita, tra le quali due criminali appartenenti a una gang. Nel corso delle indagini Holmes scopre che la loro morte è ricollegata a una rapina alla Banca d'Inghilterra, dovendo perciò venire a capo di chi sia il complice autore dell'omicidio.

### Incubo (Fever Dreams)
Ora che Sherlock ha scoperto la vera identità di Alice De' Bouvier, si scopre che la donna ha rapito Kate. La ragazza scopre finalmente la verità sulle sue oscure origini, e in una sensazionale conclusione il detective cerca di ricucire i rapporti con la figlia adottiva e sconfiggere la folle strega. 

## Marketing
L'8 maggio 2015 è stato annunciato tramite il sito ufficiale che la saga di Sherlock Holmes avrebbe avuto un nuovo titolo, l'ottavo.
Il 20 ottobre dello stesso anno è stato annunciato che il titolo del gioco sarebbe stato Sherlock Holmes: The Devil's Daughter, mostrandone anche alcune immagini e confermando che avrebbe avuto nuovamente una strutta episodica, oltre ad un cambio di editore, Bigben Interactive. Dal 28 ottobre al 1º novembre è stato presentato alla Paris Games Week.
Il 9 febbraio 2016 sono state diffuse nei social le copertine del gioco per ogni piattaforma e ne è stata annunciata la data di uscita, il 27 maggio dello stesso anno.
Il 1º marzo è uscito un trailer mostrante alcune cutscene, dal titolo "A Mystic Trip" (Un viaggio mistico) e realizzato da UNIT Image, abbozzando la storia cupa alla base del titolo.
Il 27 marzo il gioco è stato rimandato al 10 giugno, rilasciando anche un gameplay dell'introduzione del gioco. Il 26 maggio Bigben Interactive ha annunciato di aver stretto un accordo con Ubisoft e che il gioco sarebbe stato distribuito in Italia da quest'ultima.
Il 7 aprile 2022 è uscito il porting per Nintendo Switch in versione digitale e scaricabile dal Nintendo eShop

## Curiosità
Malgrado l'avventura sia un sequel sia di Il Testamento di Sherlock Holmes che di Sherlock Holmes: Crimes & Punishments, Sherlock Holmes e il dottor Watson appaiono con un aspetto molto più giovanile rispetto ai 2 giochi precedenti.
Nel terzo caso, "Infamia", il caso di miss Mary Sutherland è basato sul racconto breve Un caso di identità (A Case of Identity). 
Nel circolo Istituto Archeologico di Londra è possibile notare la collezione di Sir Percival Blinkhorn, un sospetto nel capitolo 3 "Bagno di sangue" del gioco Sherlock Holmes: Crimes & Punishments. Nella teca è possibile vedere il pugnale d'oro di Mitra rinvenuto alla conclusione delle indagini, e rivela che Blinkhorn è morto nel 1895. 